# Pimelea mimosa
Pimelea mimosa är en tibastväxtart som beskrevs av Colin James Burrows. Pimelea mimosa ingår i släktet Pimelea och familjen tibastväxter. Inga underarter finns listade i Catalogue of Life.